# Володимирівка (Покровський район)
Володи́мирівка (пустош Широка, село Широке, село Миколаївка, село Ганнівка)— село Шахівської сільської громаді Покровського району Донецької області, в Україні.

## Історія

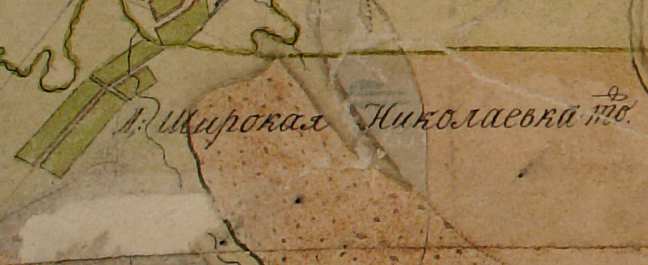
Володимірівка на карті складеної в 1790-х роках.

### Заснування
Село засноване в першій половині ХYІІІ сторіччя. Засноване селянами втікачами, які заселили незаймані землі. Спочатку вони були вільними людьми. Але потім їх закріпачив пан М.Р.Шидлівський у 1796 році.
Сучасне село Володимирівка Покрровського району було внесене в картографію в кінці XVIII сторіччя. У додатку до «Геометричної карти Катеринославського намісництва з описом провінцій та інших земель, що склали 1787 року» серед рангових дач вказана Пустош Широка секунд-майора Михайла Романовича Шидлівського (дата першого межування 1781 рік). Йому належали 6500 дес. землі, з яких — 3110 дес. ріллі, 2890 дес. сінокосу і 500 дес. незручною землі. Приблизно, у період з 1787 по 1795 роки на березі Казенного Торця з'являється село Широка (Миколаївка) харківського поміщика М.Р.Шидлівського. У 1799 році в ньому проживали 79 чоловіків і 80 жінок. Пану Шидлівському тоді належали 7295 дес. землі, з яких 5 926 дес. було придатної. Село Широке мало назву до 1795 року.
Пізніше село мало назву Ганівка аж до 30-х років ХХ сторіччя.
У Шидлівського землі купив пан Петро Павлович Енгельгард, який жив у Києві. Він здав землі села в оренду поляку М.С.Кулицькому, а після нього німцю Закляру, який під час революції втік до Німеччини.
Назва села Миколаївка було назване на честь первістка  сина Михайла Романовича Шидлівського. За відомостями 1860 року Миколі Михайловичу належала Миколаївка, 640 дес. ріллі, 262 дес. під сінокосом, Всього — 4008 дес. придатної до обробітку і 850 дес. незручною землі. В самому селі було 100 (за іншими даними 108) дворів, в яких проживали 400 чоловіків і 450 жінок.
У 1908 році в селі було уже 120 дворів і 907 жителів. Через село проходив поштовий тракт із Бахмута до Катеринослава.
У 1927 році після масових хвиль перейменувань, вчорашні ганнівці перейменували своє село на честь вождя світової революції В.І.Леніна - ката українського народу. Так на мапі Добропільщини з'явилася назва Володимирівка - яка ототожнює прізвище людини, яка знищувала предків названого поселення.

### Визвольні змагання
Після перевороту Закляр втік до Німеччини, землю орендували і здавали людям у суборенду Михайло Слаба і Дмитро Лазебник.
Після перевороту 1917 року землі перейшли до рук селян, а село одержало назву Володимирівка на честь Володимира Ілліча Леніна у 30-х роках ХХ сторіччя. Але до сьогоднішнього дня багато жителів села продовжують називати себе ганівцями, а своє село у розмовах Ганівкою.
У 1928 році в селі організоване товариство ТОЗ, яке налічувало 28 чоловік, головою обрали Ягора Полув'яна. У грудні наступного року товариство перекваліфікували в артіль, прийняли статут, головою обрали Івана Шляхового. Господарство мало 2,5 тис. га орної землі . Обробляти таку площу без техніки було неможливо, тому придбали трактор «Фордзон», до нього букар, та ще молотарку МК 900.
Потім на території села утворилися два колгоспи «Червона перемога» та імені Постишева.

### Голодомор
```
 
Лигуша Анастасія Максимівна 1925 року народження с.Ганівка(Володимирівка)

 Причина голоду: це тепер я  вже думаю - декілька. 
 Розкуркулення, дуже багато  людей вивезено  було  у Сибір  і на Північ.
 Дуже багато зерна залишилось незібраним або втрачали при обмолоті. 
 Влада забирала зерно.
 Хто забирав зерно?
 У 1932 році стали забирати майно партійні активісти, ще  й ходили з ГПУ  і червоноармійці ходили.
 Що таке «Закон про п’ять колосків»?
 Чула  про нього, багато людей спіймали, кого розстріляли, кого на 10 років посадили.
 Коли почали помирати з голоду?
 Взимку.
[
1
]
```

З 1943 село почало відбудовиватись з руїн .
З фронтів другої світової війни не повернулися додому більше 150 жителів села .
У 1951 році створили єдиний колгосп імені Куйбишева. Того ж року добудували та відкрили восьмирічну школу (яка  спочатку була чотирикласна). У 1955 році село електрифікували, У 1970 році  була збудована шосейна дорога, яка з'єднала село з райцентром.
З 1958 року господарство очолив Микола Захарович Хаджинов. При М.З.Хаджинові споруджено Будинок культури, дитячий садок, міст через річку, асфальтовану дорогу до села Шахове (Октябрське), тваринницький комплекс, багато інших об'єктів.

### Незалежна Україна
17 липня 2016 року в селі пройшли перші вибори старости села Володимірівки, який повинен був представляти жителів колишньої Володимирівки і найближчих сіл у виконкомі Шахівської територіальної громади, село Володимирівка (дільниця №140236, села Володимирівка, Панківка, селище Маяк) – з 2 кандидатів виборці перевагу надали Сацурі Володимиру Миколайовичу.
27 липня 2015 року село Володимирівка увійшло до складу новоствореної Шахівської сільської громади.

## Відомі люди
- Хаджинов Микола Захарович - голова колгоспу імені Куйбишева
- Ніна Володимірівна Лигуша — Заслужений овочівник України.
- Марія Семенівна Корнієнко — нагороджена орденом Трудового Червоного Прапора.

## Жертви сталінських репресій
- Лягуша Михайло Харитонович, 1906 року народження, село Ганівка Добропільського району Сталінської області, українець, освіта початкова, безпартійний. Проживав за місцем народження. Робітник радгоспу “Маяк”. Заарештований 13 грудня 1937 року. Засуджений трійкою УНКВС по Донецькій області на 10 років ВТТ.  Реабілітований у 1959 році.
- Шляхова Олександра Данилівна, 1911 року народження, село Володимирівка Добропільського району Донецької області, українка, освіта початкова, безпартійна. Проживала: село Володимирівка Добропільського району Сталінської (Донецької) області. прибиральниця школи. Заарештована 17 серпня 1941 року. Засуджена Особливою нарадою при НКВС СРСР на 5 років ВТТ. Реабілітована у 1990 році.

## Підприємства
- ТОВ «Бета -Агро-інвест»